# Olav Tryggvason (posamine)
L'Olav Tryggvason era un posamine costruito dal cantiere navale di Horten nei primi anni 1930; prestò servizio nella Reale Marina norvegese fino a quando venne catturata dai tedeschi nel 1940 durante gli eventi della campagna di Norvegia della seconda guerra mondiale. I tedeschi lo ribattezzarono prima Albatros II e pochi giorni dopo Brummer. Venne distrutto da un bombardamento britannico nel nord della Germania nell'aprile 1945.

## Descrizione
L'Olav Tryggvason era considerata una nave ben armata ed equilibrata, con un impianto motore costituito sia da turbine a vapore che da motori diesel. L'Olav Tryggvason fu la prima nave da guerra norvegese dotata di un calcolatore di tiro, che consentiva di sparare contemporaneamente da tutti e quattro i cannoni principali su un bersaglio con un certo grado di precisione.

## Carriera
Prima dello scoppio della seconda guerra mondiale, l'Olav Tryggvason servì come nave scuola degli allievi nella stagione estiva, imbarcando 55 allievi e mostrando la bandiera in giro per l'Europa occidentale in crociere d'addestramento. Uno degli allievi in servizio a bordo negli anni 1930 fu il principe ereditario Olav di Norvegia.

### L'incidente dellaCity of Flint

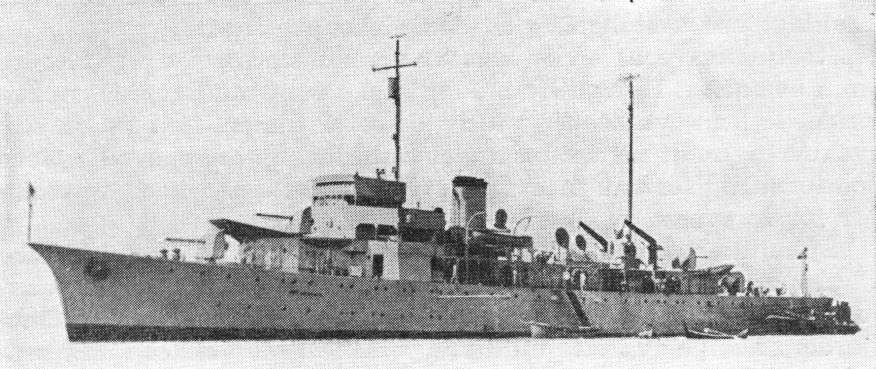
L'Olav Tryggvason prima della seconda guerra mondiale

Allo scoppio della seconda guerra mondiale, l'Olav Tryggvason prese parte a missioni di protezione della neutralità norvegese. La sua prima azione armata avvenne il 3 novembre 1939, quando la nave mercantile statunitense City of Flint entrò nelle acque territoriali norvegesi. La City of Flint era stata presa come preda dalla corazzata tascabile Deutschland tedesca nell'Atlantico ed era diretta in Germania con l'equipaggio americano prigioniero. Secondo il diritto pubblico internazionale, la nave avrebbe potuto attraversare le acque norvegesi senza interferenze, ma quando si fermò e si ancorò nel porto di Haugesund i tedeschi infransero i regolamenti norvegesi sulla neutralità. L'equipaggio tedesco aveva portato la City of Flint ad Haugesund per sfuggire alle forze navali britanniche che li cercavano. Quando l'incrociatore britannico HMS Glasgow si avvicinò alla City of Flint il 2 novembre, l'Olav Tryggvason fronteggiò la nave da guerra britannica e le fece lasciare le acque norvegesi. L'Olav Tryggvason abbordò la City of Flint con un ufficiale e trenta marinai armati, che restituirono il controllo della nave al capitano americano, Joseph H. Gainard, il 6 novembre. Essa scaricò il suo carico a Bergen e salpò in zavorra per gli Stati Uniti. L'equipaggio da preda tedesco venne internato nella fortezza di Kongsvinger. In risposta, il Ministero degli Affari Esteri norvegese ricevette dalla sua controparte tedesca diverse note di protesta.

### La battaglia della baia di Horten
L'Olav Tryggvason si trovava a Horten per piccole riparazioni al motore, con solo un equipaggio ridotto, quando i tedeschi invasero la Norvegia il 9 aprile 1940. Insieme al dragamine Rauma, difese il porto contro le torpediniere tedesche Albatros e Kondor e due dragamine räumboot da 120 tonnellate, la R 17 e la R 27.
Il comandante del posamine, il kommandørkaptein T. Briseid, era stato avvertito dell'intrusione di forze navali straniere e alle 02:15 aveva ancorato la sua nave a una boa nel porto interno per coprire l'ingresso del porto con i suoi cannoni. Alle 04:35 due navi senza luci entrarono in porto. Ad una distanza di 60 mentri venne individuata la Reichskriegsflagge e le navi identificate come tedesche. Gran parte del vantaggio difensivo norvegese venne tuttavia perso poiché Briseid decise quindi di continuare a seguire le linee guida di protezione della neutralità e prima suonò un corno a vapore, quindi sparò un colpo a salve, poi due veri colpi di avvertimento alle navi da guerra straniere prima di aprire il fuoco su di loro sul serio.
Durante la confusa battaglia a distanza ravvicinata, l'R 17 venne affondato dai cannoni da 12 cm dell'Olav Tryggvason al largo della banchina di Apeneskaia. Delle quarantacinque truppe da sbarco tedesche a bordo dell'R 17, solo quindici arrivarono a terra senza ferite. Nonostante i migliori sforzi delle navi norvegesi, l'R 27 riuscì a raggiungere la copertura di una penisola e a sbarcare la sua forza di quarantacinque fanti nel porto, dopo aver subito diversi colpi nel processo. Dopo aver sbarcato la sua fanteria, l'R 27 si arenò, poi si spostò e subì altri colpi prima di fuggire dall'area. Nello stesso momento in cui i dragamine tedeschi entravano nel porto, l'Albatros tentò di ingaggiare le navi norvegesi, ma subì i colpi dell'Olav Tryggvason e venne costretto a mettersi al riparo dietro alcune isole vicine. Anche l'incrociatore Emden tentò di intervenire nello scontro sparando da lontano nell'Oslofjord, ma senza risultato.
Alle 07:35, dopo le minacce di bombardamento aereo della base navale e della città adiacente, nonché un'impressione errata delle dimensioni della squadra di sbarco tedesca di 60 persone, le forze terrestri e navali norvegesi si arresero. Durante la battaglia l'Olav Tryggvason sparò quasi sessanta granate da 12 cm, subì almeno trentacinque colpi dai cannoni da 20 mm a bordo dei räumboot e riportò due feriti tra l'equipaggio.

### Nella Kriegsmarine

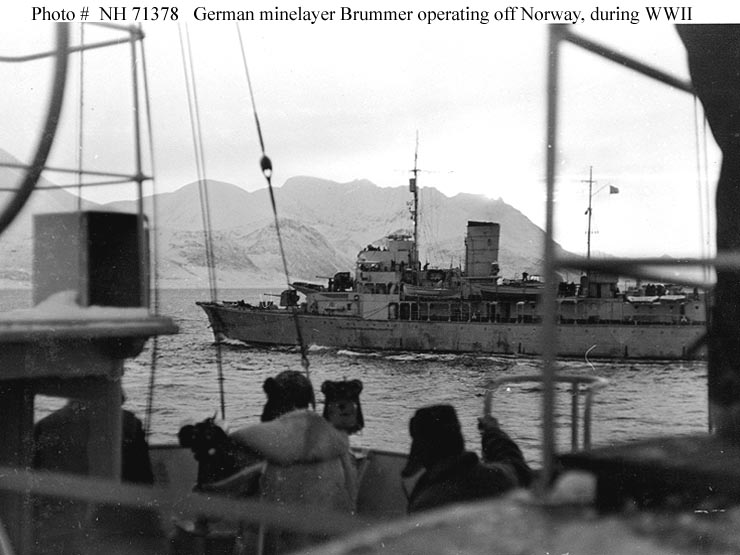
Il Brummer al largo della Norvegia occupata

L'Olav Tryggvason venne incorporato nella Kriegsmarine e ribattezzato Albatros II l'11 aprile, per commemorare la torpediniera che aveva danneggiato. Cinque giorni dopo, il 16 aprile, venne ribattezzato Brummer, dopo che una nave scuola d'artiglieria con lo stesso nome venne silurata nel Kattegat il 14 aprile 1940.
Dopo la cattura, la nave venne riarmata con nuovi cannoni principali e secondari. I suoi quattro cannoni principali originali da 12 cm vennero inizialmente immagazzinati dai tedeschi prima di essere installati in una batteria di artiglieria costiera a Hundvåg nel Vestlandet nel maggio 1945, solo pochi giorni prima della fine della seconda guerra mondiale in Europa.

#### Europa occidentale
Il Brummer trascorse il suo primo anno come posamine della Kriegsmarine sulle coste dei Paesi Bassi e del Belgio, come parte del contingente navale predisposto per l'invasione pianificata dell'Inghilterra.
Dopo l'annullamento dell'invasione del Regno Unito venne trasferito nel Mar Baltico in tempo per partecipare all'operazione Barbarossa, svolgendo operazioni di minamento nel Golfo di Finlandia.

#### Mar Baltico settentrionale

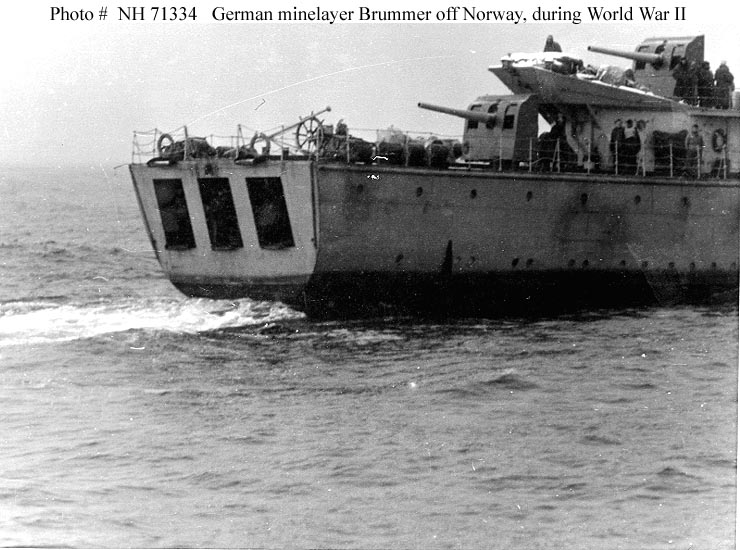
Le porte di lancio delle mine e i cannoni di poppa del Brummer

Il Brummer arrivò a Utö in Finlandia insieme ai posamine tedeschi Tannenberg e Hansestadt Danzig il 14 giugno 1941 e venne nascosto nell'area di Nagu in preparazione allo scoppio della guerra otto giorni dopo.
Il 22 giugno i posamine, designati Gruppo Mine Nord, posarono un campo minato nel Golfo di Finlandia, a ovest di Hanko. Lo sbarramento di mine, nome in codice Apolda, canalizzava le navi nel Golfo a nord, alla portata dell'artiglieria costiera finlandese, o a sud, dove i cannoni tedeschi erano nel raggio d'azione. Per la maggior parte delle operazioni di minamento, che venne avviato nelle prime ore del giorno, il gruppo di posamine lavorò incontrastato anche se le navi vennero avvistate dalle forze navali sovietiche. Solo alle 02:28 il Brummer e un S-Boot di scorta vennero attaccati senza successo da due idrovolanti sovietici Beriev MBR-2. L'attacco al Brummer fu il primo scontro tra la Flotta del Baltico e le forze tedesche durante la seconda guerra mondiale.
Oltre a costringere le forze navali sovietiche in colli di bottiglia vulnerabili, le mine del Brummer causarono la perdita di un cacciatorpediniere sovietico e di un sommergibile. Il cacciatorpediniere Gnevnyj colpì una delle mine dell'Apolda il 23 giugno. Il 1º luglio il sommergibile classe M della flotta del Baltico M-81 colpì una delle mine piazzate dal Brummer e affondò al largo dell'isola di Vormsi in Estonia.
Del totale di sei posamine controllati dai tedeschi che operavano nel Mar Baltico settentrionale e nel Golfo di Finlandia nel 1941-1942, il Brummer era l'unica nave costruita appositamente per il compito.
Tra le operazioni a cui il Brummer prese parte mentre era di stanza nel Baltico vi fu l'operazione congiunta finnico-tedesca "Nordwind" nel settembre 1941, un'operazione d'inganno navale per distogliere l'attenzione sovietica dagli sbarchi tedeschi sulle isole estoni di Hiiumaa e di Saaremaa (operazione Beowulf). Il Brummer faceva parte del contingente tedesco nel II Gruppo dell'operazione. L'operazione doveva essere eseguita con una manovra navale diversiva durante il giorno del 13 settembre, con la forza che tornava indietro verso la propria base a Utö entro le 20:30. Alla fine, l'operazione non riuscì ad attrarre l'interesse sovietico e vide la perdita della corazzata costiera finlandese Ilmarinen a causa delle mine navali.

#### Norvegia e Mare del Nord
Dopo aver trascorso quasi un anno nel Baltico il Brummer venne nuovamente impiegato nell'Europa occidentale, prestando servizio tra il 1942 e il 1944 principalmente nel Mare del Nord e al largo della Norvegia. Il 9 aprile 1943 il sommergibile sovietico K-21 sparò sei siluri contro il Brummer al largo di Båtsfjord nel Finnmark, ma il posamine non venne colpito.

#### Ritorno nel Mar Baltico ed operazione Annibale
Nel 1944 il Brummer riprese le operazioni di minamento nel Baltico. Venne utilizzato per il minamento fino alla primavera del 1945, quando venne impiegato come parte della flotta che evacuò truppe e civili tedeschi in fuga dalle avanzate dell'Armata Rossa nella Germania nord-orientale.

#### La fine
La fine del Brummer avvenne il 3 aprile 1945, quando venne distrutto dai bombardieri della RAF mentre attraccava a secco per riparazioni presso il cantiere Deutsche Werke nel porto baltico di Kiel. Dopo la guerra, il relitto venne demolito tra il 1945 e il 1948.